# كالفين لي
كالفين لي هو سياسي كندي، ولد في 19 أغسطس 1939 في كندا. حزبياً، نشط في الرابطة التقدمية المحافظة في ألبرتا ‏. وقد انتخب عضو الجمعية التشريعية ألبرتا.